# WV23
A WV23, no Vale dos Reis em Egito, é a tumba do faraó Aí da décima oitava dinastia.
Descoberta por Giovanni Battista Belzoni em 1816, sua estrutura é similar a tumba de Aquenaton, com dois lances de escadas e dois corredores descendentes não decorados que dão para uma antecâmara, que por sua vez, da para a câmara do sarcófago. A decoração da tumba é similar em conteúdo e cor à Tumba de Tutancâmon, com algumas poucas diferenças. Na parede leste há uma representações famosas de pesca e caça de aves, que não é mostrado em nenhuma outra tumba real, sendo normalmente mostrados em tumbas de nobres. A tumba também é conhecida por cenas de caça de hipopótamo.
Acredita-se geralmente, que esta tumba não foi construída tensionando-se o sepultamento de Ay. Alguns candidatos propostos incluem Amenófis IV, Semencaré e Tutancâmon. É também sugerido que Tutancâmon tenha sido sepultado aqui e depois movido para a KV62. Porém, não foram encontrados artefatos que comprovem essas proposições. Mas, não há nenhuma dúvida de que Ay não tenha sido entumbado aqui, pois foram encontrados objetos funerários seus na tumba. Também, a tumba foi profanada na antiguidade, em data e período desconhecidos, com muitas imagens e seu nome sendo destruídos de todas as pinturas e paredes da tumba. Pode ter sido nesta mesma época, ou antes, que o lado sudeste de seu sarcófago foi destruído e a pesada tampa do sarcófago deixado no chão. Os inúmeros fragmentos do sarcófago foram removidos e reconstruídos por Gaston Maspero, estando agora em exposição no Museu do Cairo. Convém mencionar que o cartucho real contendo o nome de Ay no sarcófago e na sua tampa não foram destruídos.